# Neolophonotus virescens
Neolophonotus virescens là một loài ruồi trong họ Asilidae. Neolophonotus virescens được Engel miêu tả năm 1927. Loài này phân bố ở vùng nhiệt đới châu Phi.